# Кућани (Нова Варош)
Кућани је насеље у Србији у општини Нова Варош у Златиборском округу. Према попису из 2022. било је 175 становника.
Овде се налази Црква брвнара у Кућанима.

## Демографија
У насељу Кућани живи 217 пунолетних становника, а просечна старост становништва износи 44,4 година (43,8 код мушкараца и 45,1 код жена). У насељу има 65 домаћинстава, а просечан број чланова по домаћинству је 3,94.
Ово насеље је у потпуности насељено Србима (према попису из 2002. године), а у последња три пописа, примећен је пад у броју становника.
|  |

| Демографија | Демографија | Демографија |
| Година      | Становника  | Становника  |
| ----------- | ----------- | ----------- |
| 1948.       | 454         |             |
| 1953.       | 493         |             |
| 1961.       | 410         |             |
| 1971.       | 417         |             |
| 1981.       | 381         |             |
| 1991.       | 314         | 313         |
| 2002.       | 256         | 256         |

| Етнички састав према попису из 2002.‍ | Етнички састав према попису из 2002.‍ | Етнички састав према попису из 2002.‍ | Етнички састав према попису из 2002.‍ | Етнички састав према попису из 2002.‍ |
| ------------------------------------ | ------------------------------------ | ------------------------------------ | ------------------------------------ | ------------------------------------ |
|                                      |                                      |                                      |                                      |                                      |
| Срби                                 | Срби                                 |                                      | 256                                  | 100,0%                               |
| непознато                            | непознато                            |                                      | 0                                    | 0,0%                                 |

| Година пописа     | 1948. | 1953. | 1961. | 1971. | 1981. | 1991. | 2002. |
| ----------------- | ----- | ----- | ----- | ----- | ----- | ----- | ----- |
| Број домаћинстава | 68    | 83    | 74    | 79    | 79    | 78    | 65    |

| Број чланова      | 1  | 2  | 3 | 4 | 5  | 6  | 7 | 8 | 9 | 10 и више | Просек |
| ----------------- | -- | -- | - | - | -- | -- | - | - | - | --------- | ------ |
| Број домаћинстава | 10 | 12 | 8 | 6 | 11 | 13 | 2 | 2 | 0 | 1         | 3,94   |

| Пол    | Укупно | Неожењен/Неудата | Ожењен/Удата | Удовац/Удовица | Разведен/Разведена | Непознато |
| ------ | ------ | ---------------- | ------------ | -------------- | ------------------ | --------- |
| Мушки  | 118    | 42               | 71           | 3              | 1                  | 1         |
| Женски | 106    | 19               | 71           | 16             | 0                  | 0         |
| УКУПНО | 224    | 61               | 142          | 19             | 1                  | 1         |

| Пол    | Укупно                    | Пољопривреда, лов и шумарство | Рибарство                            | Вађење руде и камена | Прерађивачка индустрија       |
| ------ | ------------------------- | ----------------------------- | ------------------------------------ | -------------------- | ----------------------------- |
| Мушки  | 66                        | 53                            | 0                                    | 0                    | 2                             |
| Женски | 40                        | 31                            | 0                                    | 0                    | 4                             |
| УКУПНО | 106                       | 84                            | 0                                    | 0                    | 6                             |
| Пол    | Производња и снабдевање   | Грађевинарство                | Трговина                             | Хотели и ресторани   | Саобраћај, складиштење и везе |
| Мушки  | 0                         | 3                             | 2                                    | 1                    | 2                             |
| Женски | 0                         | 0                             | 1                                    | 0                    | 0                             |
| УКУПНО | 0                         | 3                             | 3                                    | 1                    | 2                             |
| Пол    | Финансијско посредовање   | Некретнине                    | Државна управа и одбрана             | Образовање           | Здравствени и социјални рад   |
| Мушки  | 0                         | 1                             | 1                                    | 1                    | 0                             |
| Женски | 0                         | 0                             | 0                                    | 4                    | 0                             |
| УКУПНО | 0                         | 1                             | 1                                    | 5                    | 0                             |
| Пол    | Остале услужне активности | Приватна домаћинства          | Екстериторијалне организације и тела | Непознато            | Непознато                     |
| Мушки  | 0                         | 0                             | 0                                    | 0                    | 0                             |
| Женски | 0                         | 0                             | 0                                    | 0                    | 0                             |
| УКУПНО | 0                         | 0                             | 0                                    | 0                    | 0                             |